# Carré d'Art
O Carré d'Art é um museu de Arte contemporânea na cidade francesa de Nîmes próximo ao Maison Carrée. Foi construído em vidro, aço e concreto como parte de um projeto para remodelar a praça na qual estão situados as duas construções. Em 1984 doze arquitetos, entre eles Frank Gehry, Jean Nouvel e César Pelli, foram convidados a apresentar prospostas para a construção do museu. O projeto de Norman Foster foi selecionado e o prédio foi inaugurado em 1993. O prédio possui nove andares, mas 4 deles estão afundando devido ao terreno arenoso.